# Microchilus campanulatus
Microchilus campanulatus är en orkidéart som beskrevs av Paul Ormerod. Microchilus campanulatus ingår i släktet Microchilus och familjen orkidéer. Inga underarter finns listade i Catalogue of Life.